# Chiesa di Santa Maria della Verità (Viterbo)
La chiesa di Santa Maria della Verità è un edificio religioso di Viterbo, situato in piazza Crispi, accanto al Museo civico, che ne occupa l'antico convento annesso.

## Storia
La tradizione locale, non suffragata da documenti, ricorda la fondazione dell'insediamento religioso da parte dei canonici regolari premostratensi nella seconda metà del XII secolo, con intitolazione originaria a san Macario, i quali si trasferirono presto a Roma (1231) lasciando l'edificio abbandonato. Alcuni decenni dopo vi si erano insediati i Servi di Maria, ai quali spetta la dedicazione della chiesa alla Madonna della Verità.

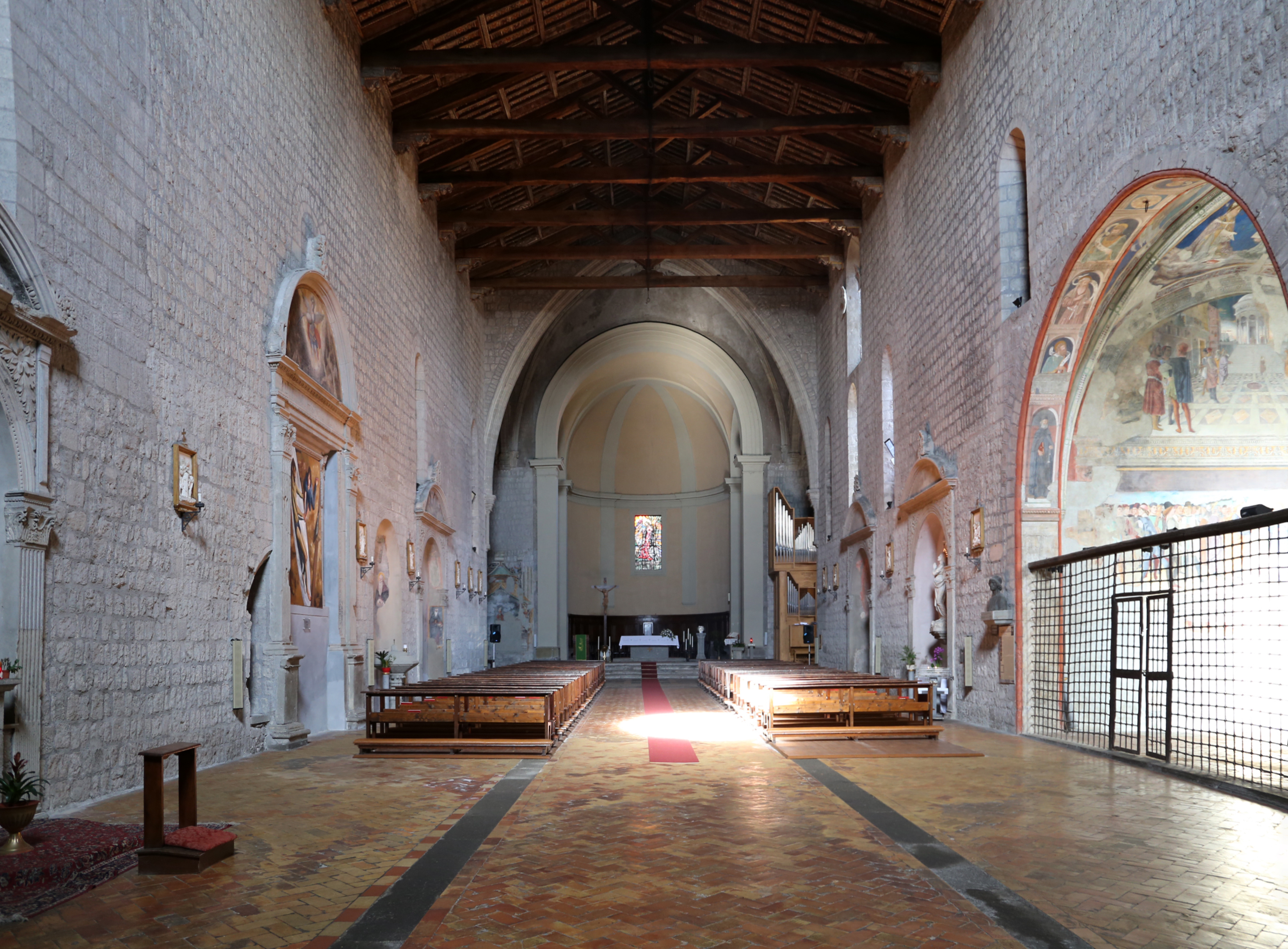
Interno

Verso il 1350 l'edificio fu interessato da un ampliamento verso il presbiterio, con la creazione dell'abside circolare per alloggiare il coro dei frati, con il sostegno economico della famiglia Bussi, il cui stemma è ancora visibile nella chiave di volta. 
Nel 1446, secondo la devozione popolare, apparve qui a tre bambini la Madonna, con la conseguente trasformazione della chiesa in santuario, con un cospicuo afflusso di donazioni che ne permisero l'arricchimento decorativo. Nel 1469 ad esempio Nardo Mazzatosta fece costruire la cappella affrescata da Lorenzo da Viterbo, e nel 1476 Luciano Bussi provvide alla dotazione di pianete e di altri arredi sacri.
Fu inoltre spesso scelta come luogo di preghiera per le maggiori corporazioni cittadine, tra cui quella dei maestri di pietra (dal 1468), dei tessitori, dei maestri di lana e dei muratori, e di alcun delle comunità stranieri attive in città, come i tedeschi (Theotonicorum) e i còrsi (Corsurum). La maggior parte di queste cappelle vennero poi tamponate nella controriforma e trasformate in più semplici altari addossati alle parti laterali. Un'ulteriore trasformazione si ebbe nel 1657 quando, per arginare la peste, si scialbarono le pareti, perdendo molti affreschi anteriori, solo in parte riscoperti in epoca moderna.
L'Ottocento fu un periodo tumultuoso per il convento, con fatti di sangue nel 1867, e la secolarizzazione postunitaria del 1873, che destinò il convento a scuola.
Dal 1912 la chiesa fu scelta come sede museale per allestire il materiale archeologico di scoperta locale, già raccolto al palazzo dei Priori del 1868.
Un bombardamento alleato del 1944 provocò gravissimi danni alla chiesa, a cui seguì un'importante e impegnativa campagna di restauri. Dal settembre 1955 il museo fu trasferito nei locali dell'ex-convento, riaprendo la chiesa al culto il 9 marzo 1991.

## Descrizione

### Esterno

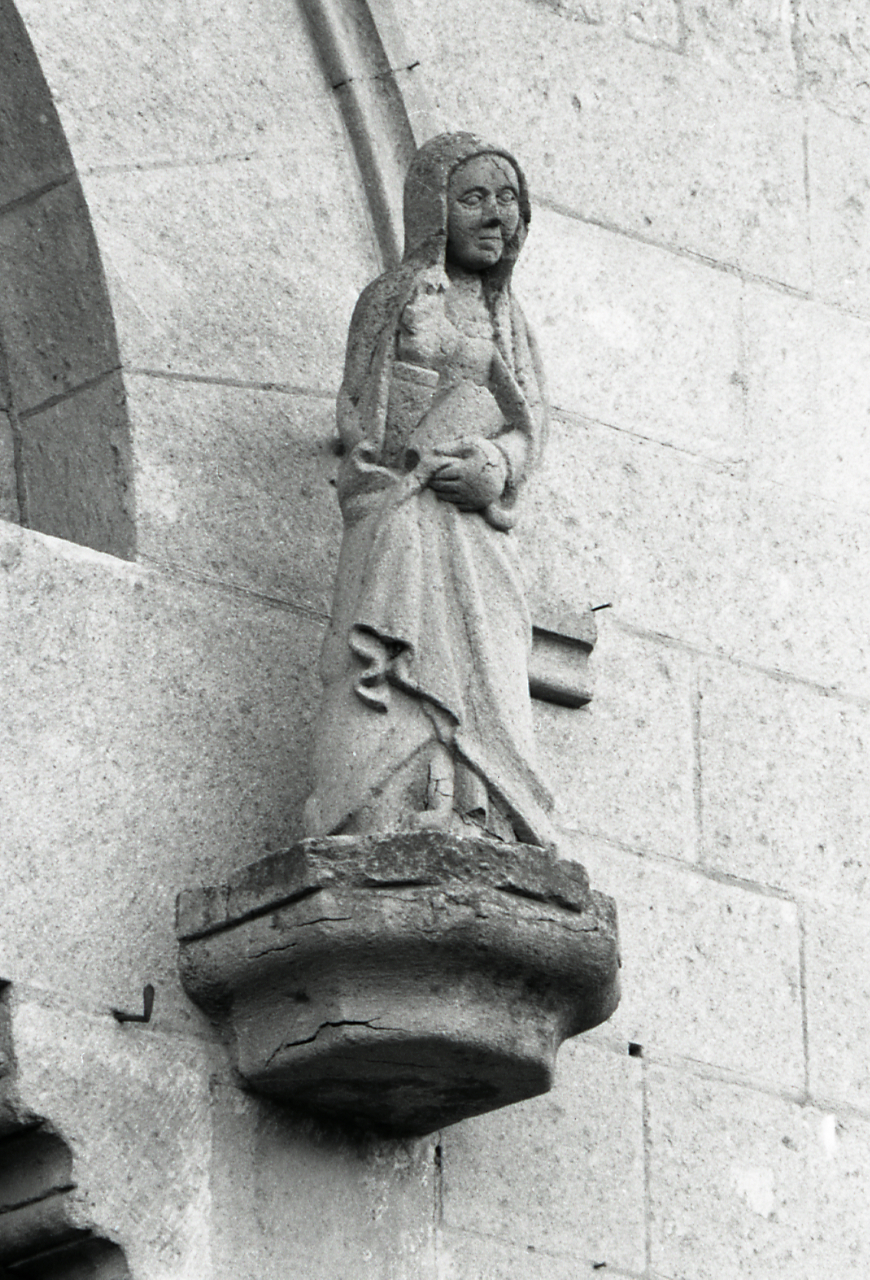
Annunciata, sull'imposta del portale (foto di Paolo Monti, 1970)

La facciata esterna della chiesa risale ai lavori postbellici, e ha una semplice forma a capanna con paramento di piperino, con un rosone centrale e un portale unico cinquecentesco decorato da un arco con lunetta liscia, a cui sono state affiancate due statuette trecentesche dell'Annunciazione, erroneamente rivolte dai restauratori verso l'esterno anziché in relazione tra di loro.

### Interno
L'interno si presenta a croce latina con una profonda navata unica di forme romaniche, su cui si innestano gli altari rinascimentali e il transetto gotico, introdotto da un grande arco ogivale su quattro colonne pensili. L'interno è rischiarato da monofore e bifore. La copertura è a capriate lignee, decorate da pianelle dipinte, in gran parte ricostruite dopo la guerra ma con alcune originali del XV secolo, con firma di Paolo di Matteo. 
In controfacciata si trova un affresco staccato attribuito a Lorenzo da Viterbo o al Balletta, con l'Annunciazione (copia da quella nel Pantheon di Melozzo da Forlì) e i Santi Antonio Abate, Marta e Maddalena. 

#### Lato destro

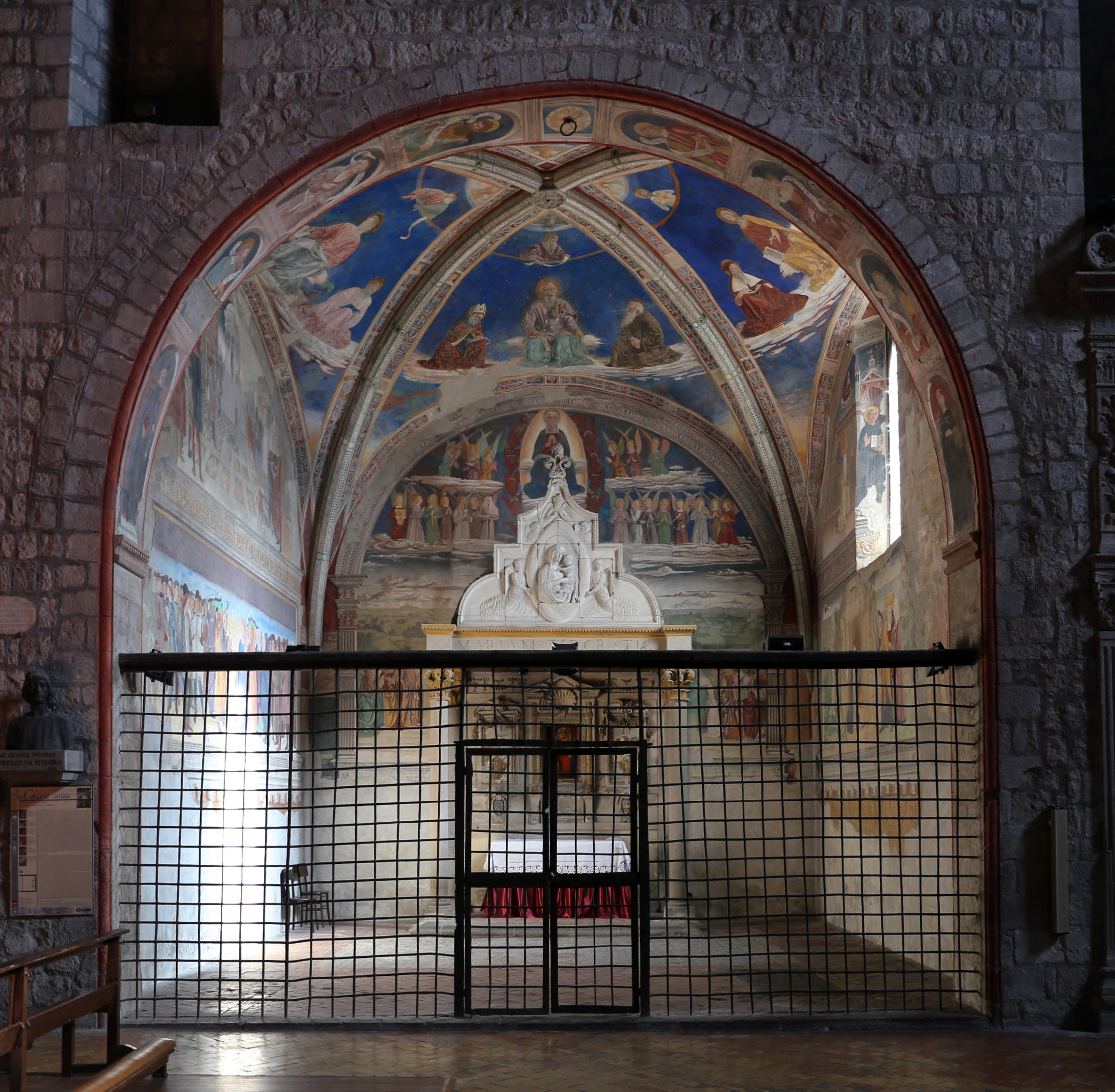
Cappella Mazzatosta

Il primo altare, in senso orario dall'ingresso, già della famiglia Guizzi, ospitava la Natività del Pastura oggi al Museo civico, mentre oggi ha una statua moderna del Sacro Cuore.
Segue la cappella Mazzatosta, ambiente originale del XV secolo (compresi la grata e il pregevole pavimento quattrocentesco di Paolo di Nicola, costituito da esagonette in maiolica invetriata), con un ciclo di affreschi di Lorenzo da Viterbo e aiuti (1469), commissionato da Nardo Mazzatosta e oggetto di un minuzioso restauro dopo la seconda guerra mondiale.
Seguono le mostre in piperino delle cappelle di san Girolamo e dei Tedeschi, quest'ultima appartenuta anche ai linaioli còrsi e dedicata ai santi Giacomo e Filippo Benizzi. Anche la pala di questo altare (Matrimonio mistico di santa Caterina d'Alessandria del maestro Pancrazio Jacovetti da Calvi) è nel Museo civico.

#### Transetto e presbiterio
Nel transetto destro si trovano il monumentale organo del 1986 (Guido Pinchi di Foligno su progetto di Luigi Celeghin) e la cappella di San Sebastiano, già della famiglia Sprea, introdotta da un monumentale arco della fine del Quattrocento e decorata sull'altare dall'Immacolata concezione settecentesca, attribuita a Ludovico Mazzanti, e da un affresco della Madonna col Bambino del 1591. Su una pedana, a ridosso della parete alla destra dell'abside, si trova l'organo a canne Pinchi opus 373, costruito nel 1986; a trasmissione mista, dispone di 31 registri su tre manuali e pedale.
Altare e coro sono interamente dovuti ai rifacimenti moderni.
Il transetto sinistro è decorato da un arco a tutto sesto quattrocentesco, che introduce alla sagrestia, e da vari affreschi frammentari, tra cui una Maestà a cavallo fra Tre e Quattrocento, un Vescovo tra angeli cinquecentesco, e da tre affreschi rinascimentali collegati, riferiti da alcuni alla scuola del Pastura: uno con San Fabriano papa tra i santi Sebastiano e Rocco di un autore ancora non identificato e leggermente precedente agli altri due, la Trinità e le Stimmate di san Francesco, che sono state attribuite anche a Cola da Orte (o da Roma).

#### Lato sinistro
Il lato sinistro della navata è decorata dalle mostre d'altare in gran parte riferibili ai fiorentini Pietro e Sebastiano d'Antonio, che un tempo si aprivano su vere e proprie cappelle, di cui resta qualche traccia, in un arcone decorato internamente da qualche traccia d'affresco due-trecentesco. 
Si incontrano dunque, procedendo in senso orario dall'altare verso la controfacciata: l'altare dei muratori (già decorato dalla Deposizione dalla Croce di Costantino Zelli, ora nel Museo civico); la nicchia con la Madonna col Bambino tra i santi Giovanni Battista e Antonio abate (opera di almeno due mani di influenza peruginesca del XVI secolo), con un inserto al centro che raffigura dei taglialegna al lavoro, datato 1661; un altare decorato da una Pietà moderna dipinta da Marco Zappa; e infine un altare con il gruppo ligneo moderno del Compianto.

### Altri ambienti
L'edificio del convento è oggi occupato dal Museo civico, compreso il chiostro gotico a pianta quadrata, decorato da elaborate quadrifore, con un loggiato superiore rinascimentale e al centro un pozzo di cisterna del 1536, proveniente dal distrutto monastero di Sant'Agostino.